# Рясков Микола Васильович
Мико́ла Васи́льович Ря́сков (29 листопада 1985 — 13 лютого 2015) — солдат Збройних сил України.

## Життєвий шлях
2003 року закінчив зіньківську школу № 1, протягом 2004-2005-х проходив строкову військову службу — в Гайсині і Полтаві. 2005 року вступив до Харківського інституту радіоелектроніки, одночасно працював — охоронник у Зіньківському відділенні АТ «Банк „Фінанси та Кредит“».
У часі війни мобілізований 22 серпня 2014-го, солдат, 40-й окремий мотопіхотний батальйон «Кривбас».
Загинув 13 лютого 2015-го у бою під Дебальцевим. Похований із військовими почестями в Дніпропетровську як тимчасово невстановлений захисник України. Після встановлення особи за тестом перепохований 30 липня 2015 року у Зінькові, в місті оголошено жалобу.
Без сина лишились батьки.

## Нагороди та вшанування
- Указом Президента України № 553/2015 від 22 вересня 2015 року — орденом «За мужність» III ступеня (посмертно)[1]
- 7 грудня 2015-го у школі № 1, котру Микола закінчив в Зінькові, відкрито меморіальну дошку його честі.